# Ryžovna (přírodní rezervace)
Ryžovna je přírodní rezervace vyhlášená v roce 1996. Nachází se v katastrálních územích Ryžovna a Hřebečná nad zaniklou osadou Ryžovna, přibližně 3 km severně od Abertam v okrese Karlovy Vary v Karlovarském kraji. Důvodem je ochrana geologického fenoménu a typických horských společenstev ekosystému horského vrchoviště, včetně okrajových rašelinišť s charakteristickými druhy flóry a fauny Krušných hor.
Kamenolom v jižní části přírodní rezervace s ukázkově vyvinutou sloupcovitou odlučnosti čedičové vyvřeliny je jednou z geologických lokalit Geoparku Egeria, jenž je součástí Česko-bavorského geoparku.

## Přírodní poměry
Rezervace se nachází v západní části Krušných hor v Klínovecké hornatině na náhorní plošině vedlejšího, jihozápadního vrcholu hory Nad Ryžovnou (1044 m).
Vegetační období trvá jen letní měsíce, průměrná teplota v červenci je přibližně 12 °C až 14 °C. Průměrné roční množství srážek je vysoké a činí přibližně 1000 mm. Roční počet dní se srážkami je okolo 200 dní. Značný podíl srážek padá ve formě sněhu.
Chráněným územím prochází rozvodnice mezi povodím Ohře a povodím Cvikovské Muldy. Jižní část území odvodňují drobné potoky, přítoky Bystřice, která se vlévá Ohře. Ze severních svahů odtékají potůčky do říčky Černé, přítoku Cvikovské Muldy.
Na území rezervace se nacházejí bývalé, polorozpadlé vojenské objekty rádiového a radiotechnického průzkumu, které po invazi vojsk Varšavské smlouvy až do roku 1990 sloužily vojsku Sovětské armády na území Československa.

### Geologie
Podloží tvoří třetihorní vulkanické čedičové horniny vystupující z žul karlovarského plutonu. Vulkanická činnost zde probíhala zhruba před 35 až 17 miliony let. Oblast byla v minulosti předmětem lomové těžby kamene. Pozůstatkem po bývalé těžbě je stěna většího lomu v jižní části chráněného území. Neovulkanická čedičová hornina nefelinit zde má výraznou, hrubou sloupcovitou odlučnost, vytvářející tzv. kamenné varhany. Tento jev je způsoben smršťováním lávy při jejím chladnutí. V severní části území je bývalým stěnovým lomem odkryta podobná čedičová hornina tefrit s výraznou deskovitou až kvádrovitou odlučností.
Přestože oba lomy jsou od sebe vzdáleny necelých 200 m, je zcela markantní rozdíl mezi strukturou odlučnosti hornin v těchto lomech.

### Flóra a fauna
Vegetace na území rezervace je tvořena komplexem luk, typických pro horské vrchoviště společně s řídkým lesem a fragmenty horských vřesovišť. Zajímavostí jsou bizarně pokřivené kmeny stromů při severním okraji území u menšího stěnového lomu. Jako příčina nízkých a křivolakých kmenů se uvádí možný vliv extrémních půdních či klimatických podmínek v nadmořské výšce okolo 1000 m. Tento malý lesík listnatých stromů je tvořen převážně buky, v menší míře javory.
Na území roste řada zvláště chráněných a významných druhů rostlin. Mezi ně patří hojné porosty prstnatce Fuchsova (Dactylorhiza fuchsii), rosnatky okrouhlolisté (Drosera rotundifolia), kropenáče vytrvalého (Swertia perennis), koprníku štětinolistého (Meum athamanthicum), tučnice obecné (Pinguicula vulgaris) a prhy chlumní (Arnica Montana), lýkovce jedovatého (Daphne mezereum). Roztroušeně a vzácně zde roste vratička měsíční (Botrychium lunária), prstnatec májový (Dactylorhiza majalis), vranec jedlový (Huperzia selago), běloprstka bělavá (Leucorchis albida), lilie zlatohlavá (Lilium martagon), měsíčnice vytrvalá (Lunaria rediviva).
Fauna na území rezervace je poměrně chudá. Žije zde nehojně řada ptáků, např. krutihlav obecný (Jynx torquilla), vzácně chřástal polní (Crex crex) či tetřívek obecný (Tetrao tetrix), sýkora uhelníček (Periparus ater), čížek lesní, (Carduelis spinus), bramborníček hnědý (Saxicola ruberta) či hýl rudý (Carpodacus erythrinus).
Z plazů a obojživelníků je zde poměrně hojná zmije obecná (Vipera berus), slepýš křehký (Anguis fragilis), ještěrka živorodá (Zootoca vivipara) a ropucha obecná (Bufo bufo), vzácně skokan štíhlý (Rana dalmatina). Málo je prozkoumaný zdejší hmyz. Mimo jiné zde žije žluťásek borůvkový (Colias palaeno), batolec duhový (Apatura iris), vzácně otakárek fenyklový (Papilio machaon).

## Přístup
Území je přístupné po asfaltové komunikaci, odbočka ze silnice směřující z Ryžovny do Hřebečné. Cesta končí u bývalého vojenského radaru, vybudovaného v roce 1961, který byl v letech 1969–1991 stanovištěm 552 radiotechnické hlásky. K většímu z obou stěnových lomů na území rezervace vede z Hřebečné horská naučná stezka Hřebečná – Ryžovna, která se zaměřuje na historii dolování. U čedičového lomu tato stezka končí.
Návštěvnost rezervace je únosná, naučná stezka k opuštěnému lomu je doplněna informačními tabulemi. Nedochází zde k ničení prostředí zvýšeným turistickým tlakem.

## Galerie

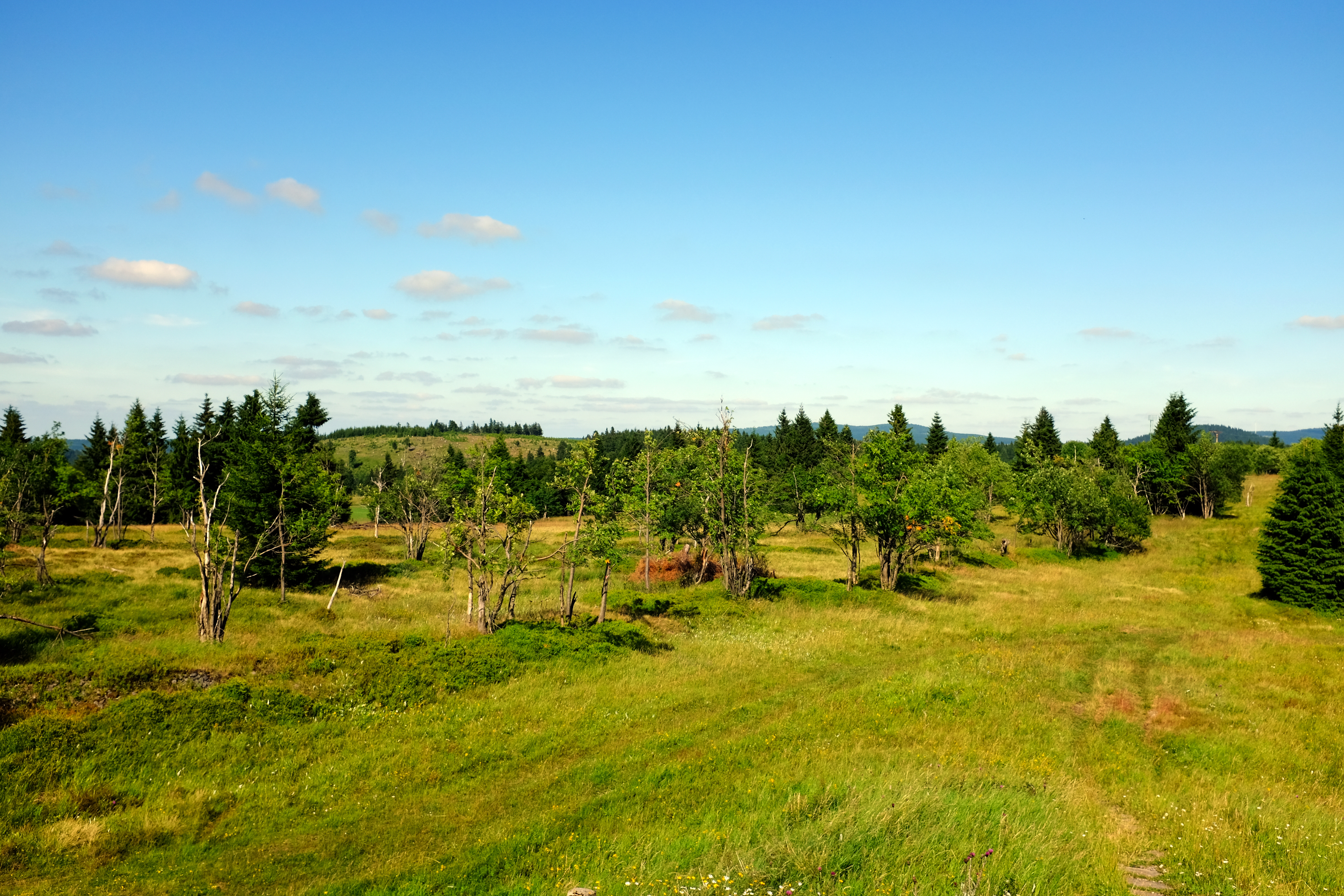
Celkový pohled na vrcholovou partii
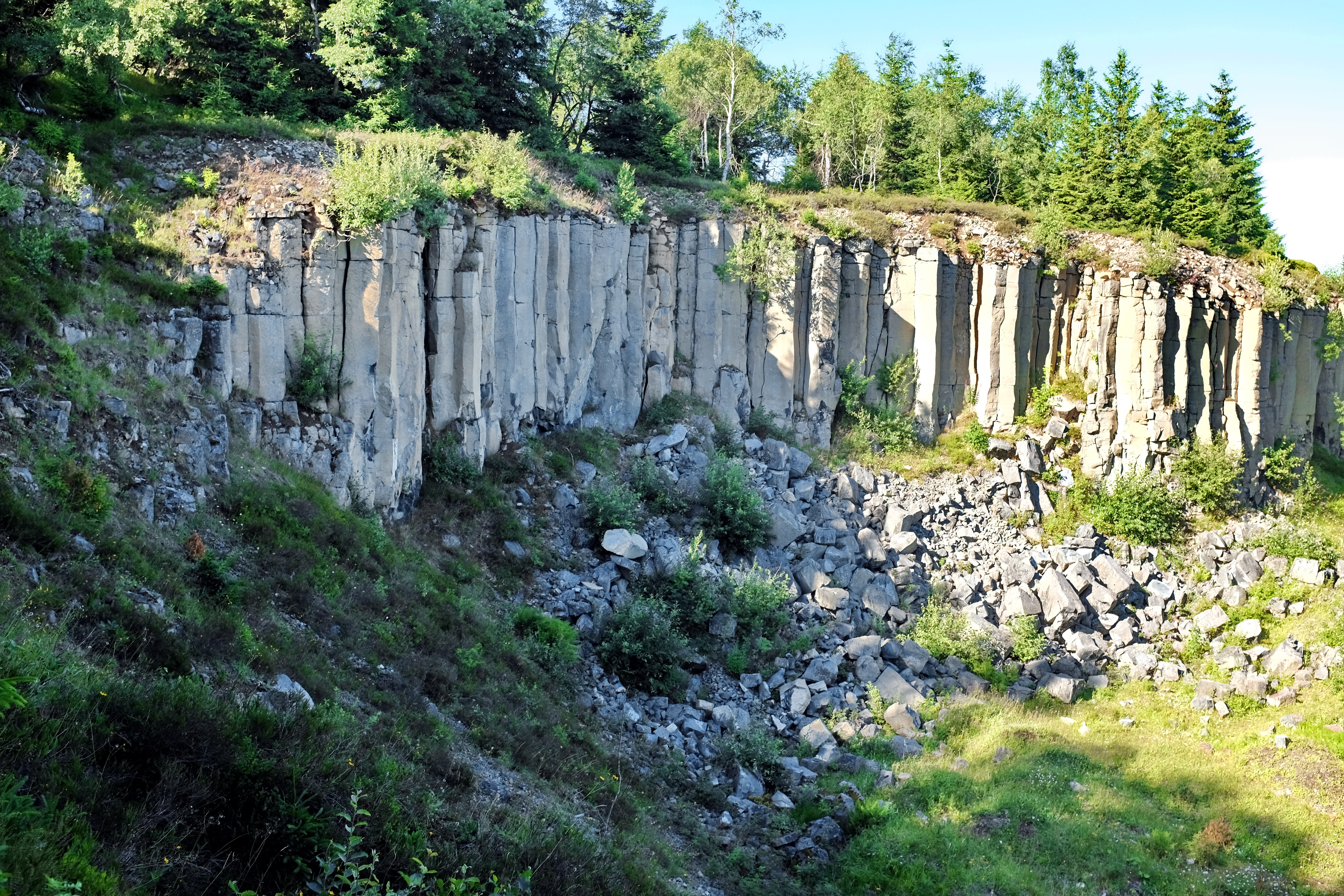
Větší lom se sloupcovou odlučností
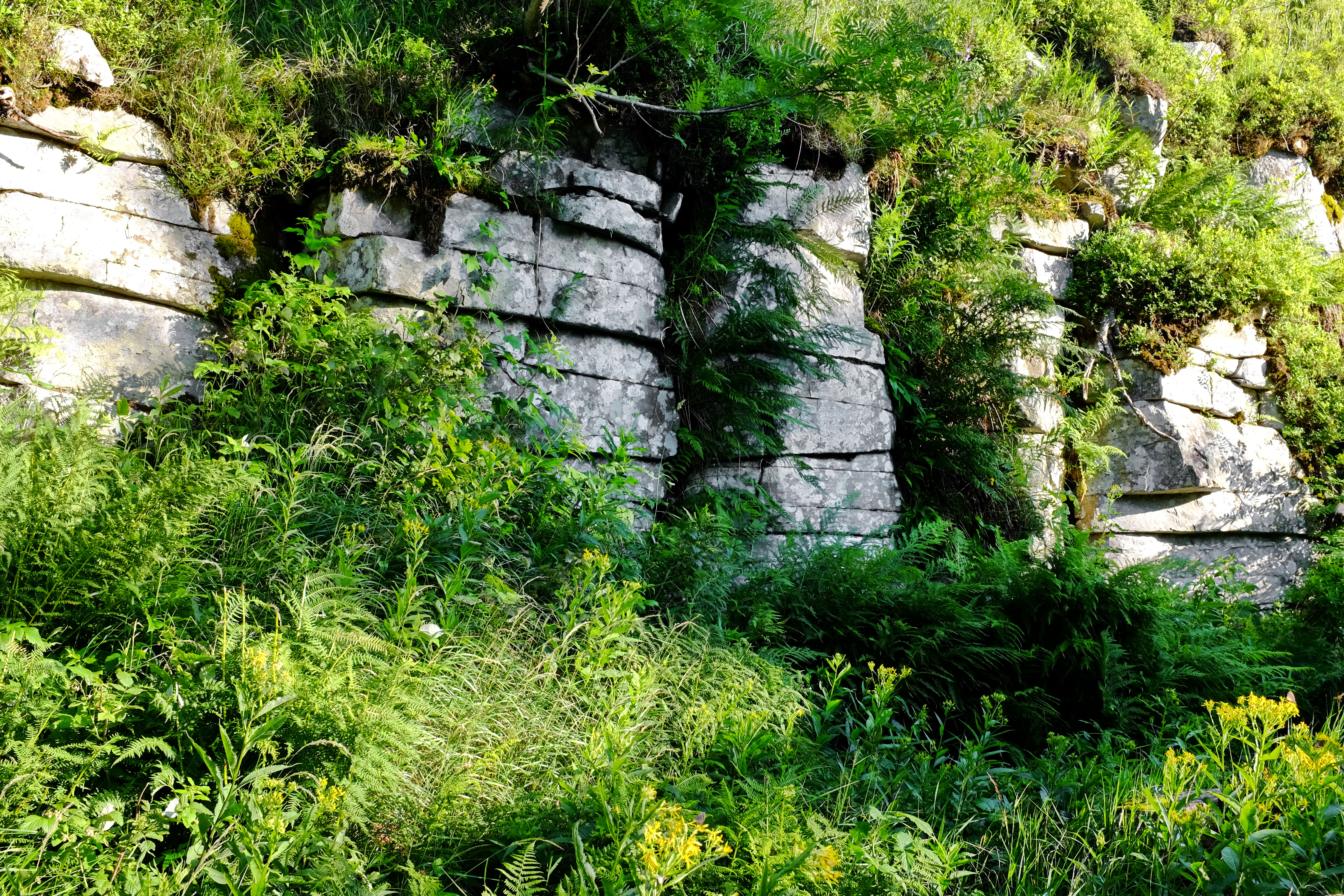
Menší lom s deskovitou odlučností
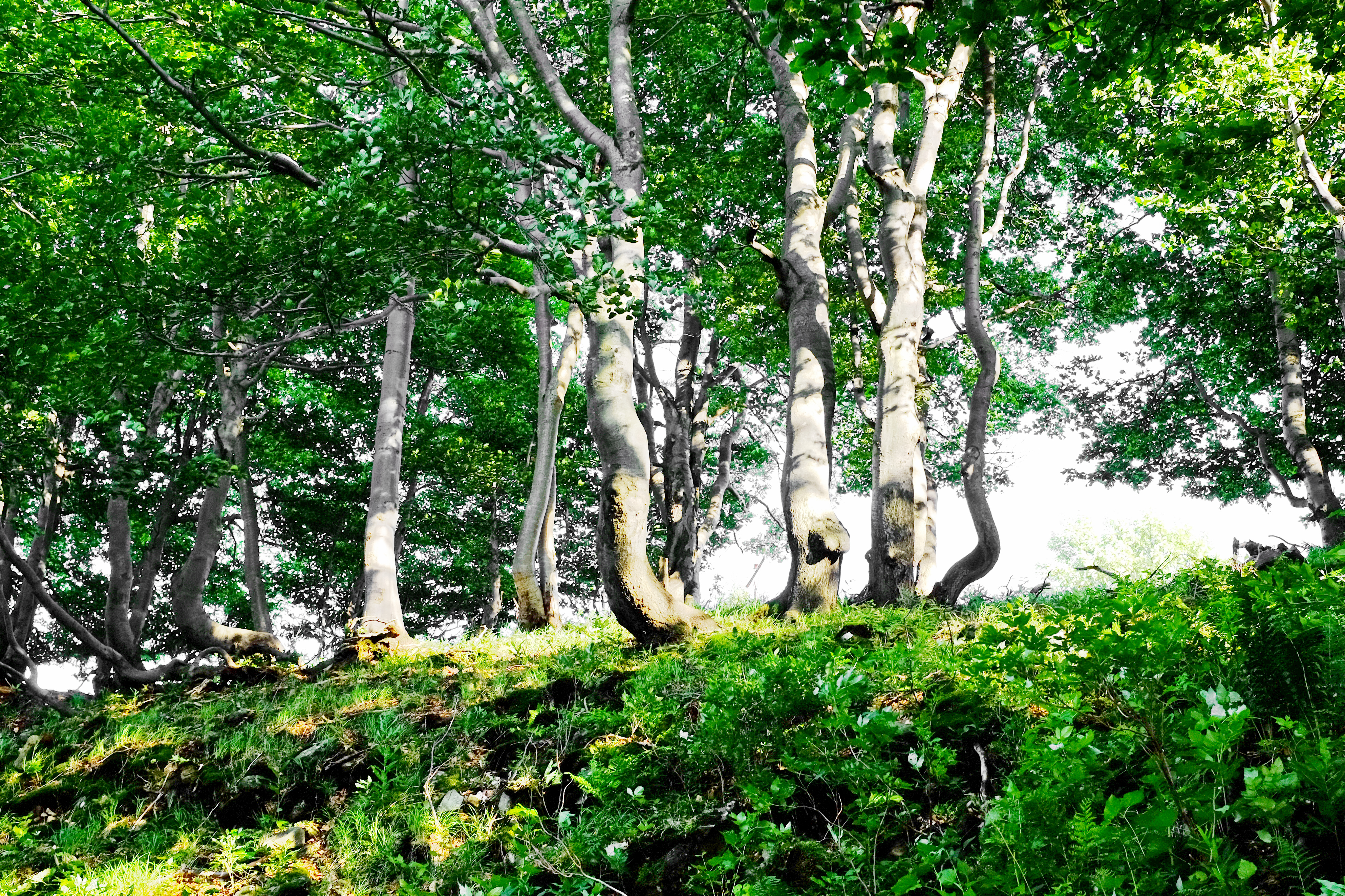
Bizarně pokřivené kmeny buků
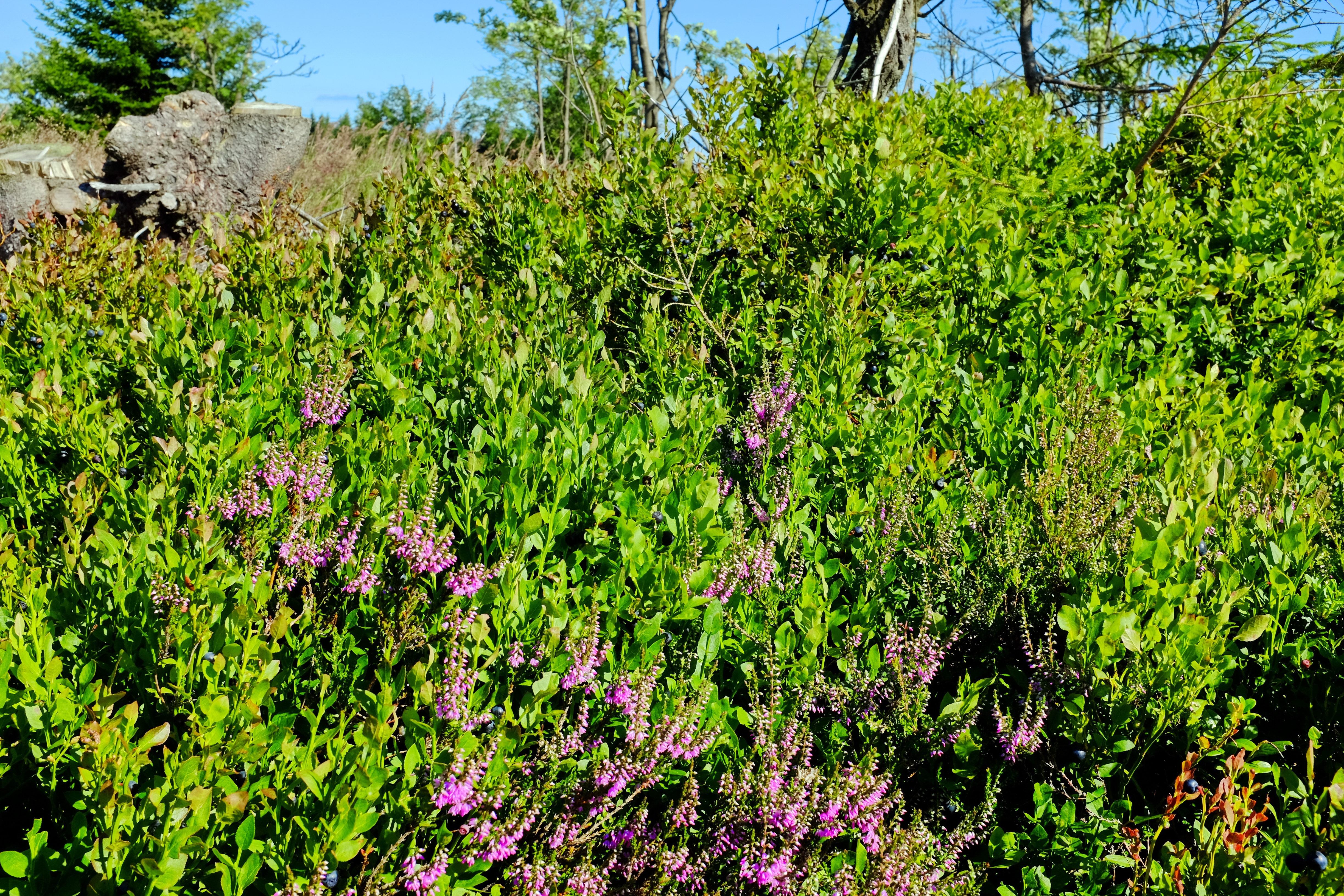
Porosty vřesu a borůvčí
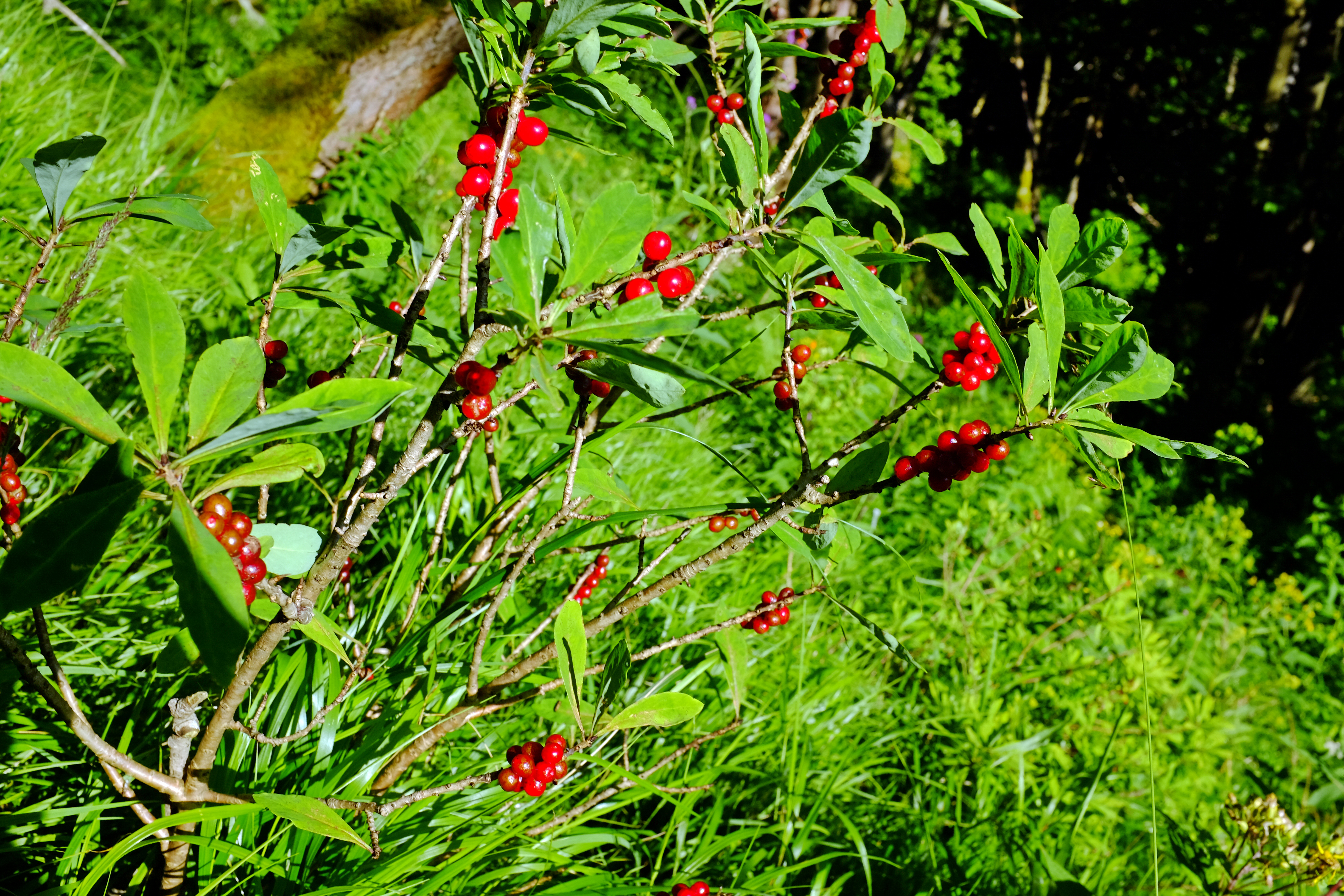
Plody lýkovce jedovatého
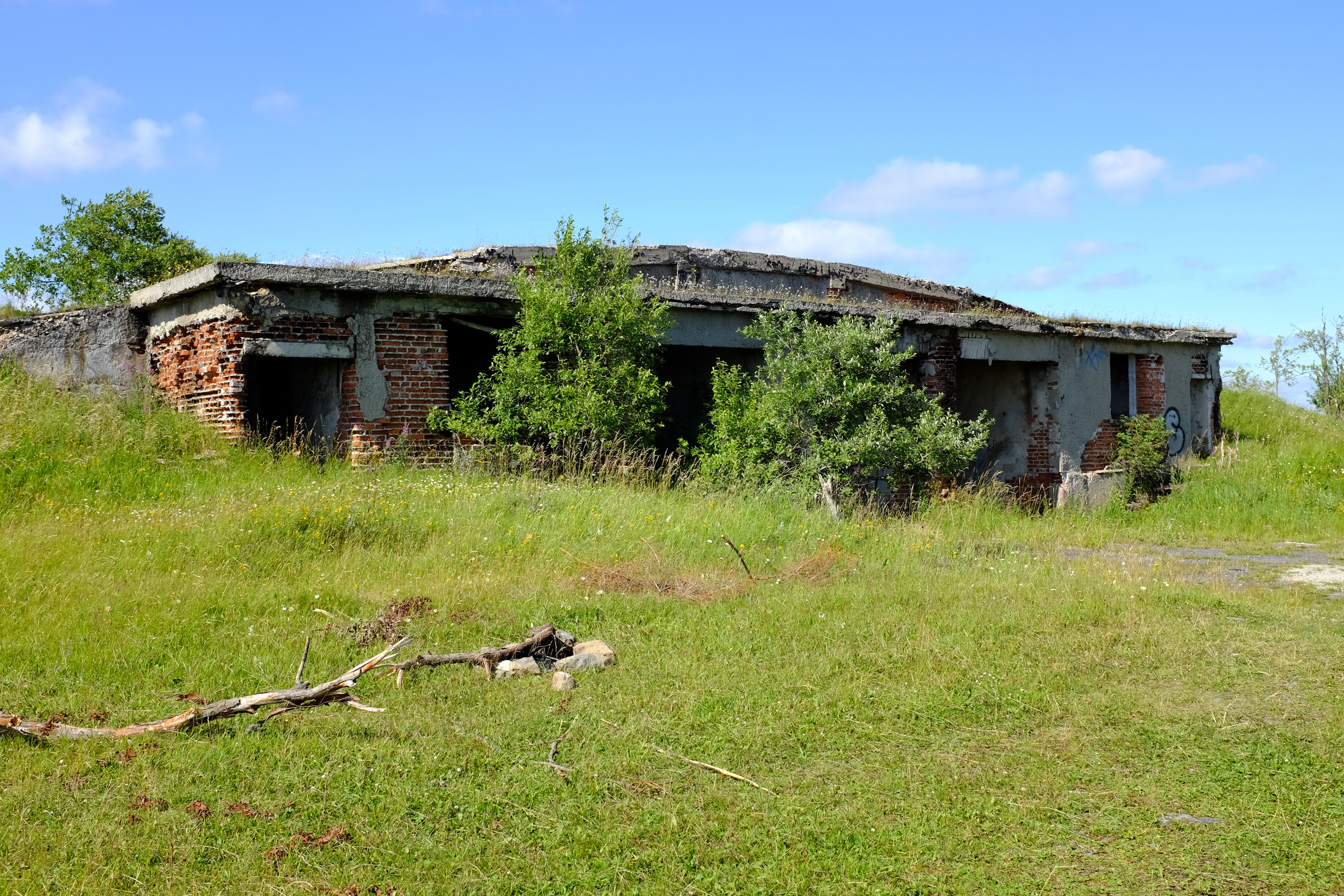
Stanoviště bývalého vojenského radaru